# 宮城交通山形営業所

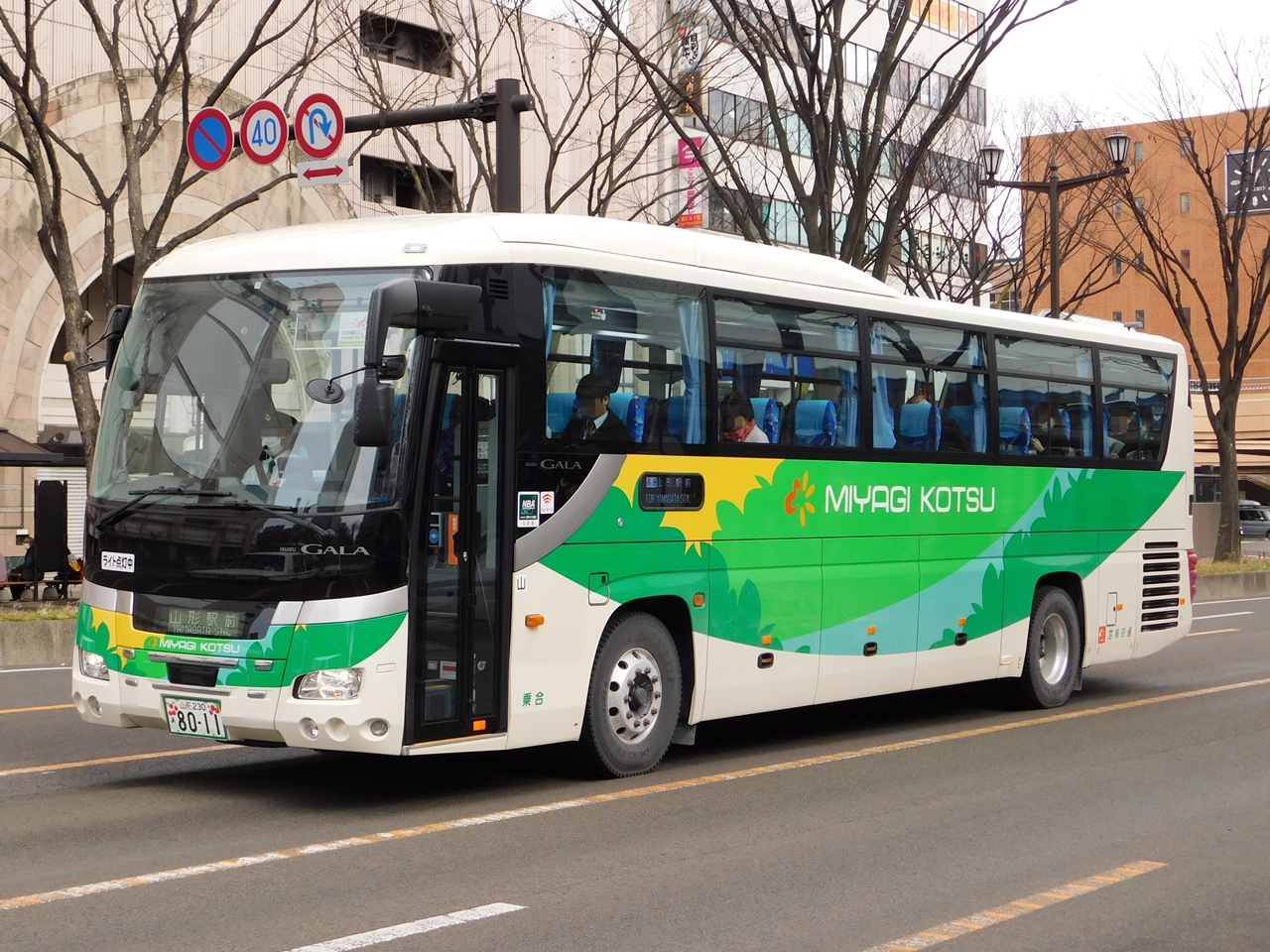
山形営業所所属車両。図柄入りナンバープレートを装着している

宮城交通山形営業所（みやぎこうつう やまがたえいぎょうしょ）は、山形県山形市飯田西にある宮城交通の営業所。
かつては貸切専門の営業所であったが、現在は高速路線バス3路線を担当し、貸切バスの営業は行っていない。

## 沿革
- 19xx年 - 宮城交通山形営業所開設（現在とは別の位置）。
- 19xx年 - 閉鎖。
- 19xx年 - 宮城交通観光バス山形営業所として現在地に開設。
- 2001年（平成13年）4月1日 - 宮交観光サービスに社名変更。
- 2005年（平成17年）10月1日 - 宮交観光サービス山形営業所が宮城交通に移管、宮城交通山形営業所となる。

## 所管路線
- 仙台 - 山形線
  - 山形での折返し待機は山形・仙台南所属車ともに山交バス山形営業所または山交ビルバスターミナル。
- 仙台 - 上山線
  - 上山での折返し待機は山交バス上山営業所（高松葉山温泉）へ入庫する。
  - また折り返しの便で仙台 - 山形線の運用がある車両については、山交バス (山形県)の山形営業所まで回送されることもある。
- 仙台空港 - 山形線
  - 2008年6月30日の運行終了まで担当していた。
  - 2017年4月21日の運行再開後は全便仙台南営業所が担当していたが、2018年4月1日より山形営業所も担当している。
  - コロナ禍明けで、2023年から運転再開しているが、宮城交通便は運休している。

### 過去の所管路線
- 仙台 - 相馬線
  - 平日のみ1往復を担当していた。2016年12月9日をもって運行終了。

## 車両
当所所属車両（一部除く）には2019年9月末までに山形ナンバーの図柄入りご当地ナンバープレートが採用されている。
コロナ禍明けで、2023年9月に3台と2024年に1台新型車両を導入し、これにより所属車全ての車両に電源コンセントが備えられている。（一部の車両は窓側のみコンセント搭載してる車がある。）
2024年では、車両不足を補うため、仙台南営業所より2台山形へ転属させて、13台から15台に増やした。
さらに、『MIYAKOH Free Wi-Fi』を所属車全てに搭載されている。

### 車両保有数
2024年11月現在
- いすゞ・ガーラ - 5台
- 日野・セレガ - 3台
- 三菱ふそう・エアロエース - 7台　計15台